# Jesteburger Ziegeleibahn
| Jesteburger Ziegeleibahn     | Jesteburger Ziegeleibahn |
| ---------------------------- | ------------------------ |
| Reste des Eimerkettenbaggers |                          |
| Streckenverlauf              |                          |
| Streckenlänge:               | 3 km                     |
| Spurweite:                   | 600 mm (Schmalspur)      |
|                              |                          |

Die Jesteburger Ziegeleibahn war eine 3 km lange Feldbahn mit einer Spurweite von 600 mm, die um 1925 bei Jesteburg betrieben wurde.

## Geschichte
1899 gründete der Harburger Bauunternehmer Heinrich Körner eine Ziegelei im Bereich der heutigen Seevetal-Siedlung. Dieser Betrieb entwickelte sich schnell zum größten Arbeitgeber Jesteburgs mit 42 Beschäftigten im Jahre 1925. Die Ziegel, Dachpfannen und Drainröhren wurden in die gesamte Umgebung Jesteburgs bis nach Hamburg geliefert, wo sie unter anderem für den Bau des Chilehauses verwendet wurden.
Die Ziegelei wurde 1940 vorübergehend stillgelegt und der Schornstein zum ersten Mal gesprengt. In der Nachkriegszeit wurde sie wieder in Betrieb genommen und 1950 ein 51 m hoher Schornstein gebaut. Die Ziegelei stellte 1957 den Betrieb endgültig ein und wurde 1959/60 abgebrochen.

## Streckenverlauf
Der Lorenweg verlief von der Tongrube, in der heute(2019) noch Schienenreste und Teile eines Eimerkettenbaggers liegen, dem Kamerun-Bach entlang (auch bekannt als Brettbach) mit leichtem Gefälle auf einer Trasse links des Tanneneck-Wegs. Er überquerte die Landstraße nach Asendorf, führte über das Gelände des Parkhotels bis zum heutigen Jugendzentrum, verlief unterhalb der Böschung der Sportplätze auf dem Weg Am Alten Moor, bog von diesem im rechten Winkel nach links ab, führte geradlinig etwa 300 m über den Marxener Weg,  über die heutige Fußgängerbrücke (die sogenannte „Lorenbrücke“), an der noch eine Kipplore aus dem Jahr 1923 steht, zur Ziegelei am Ziegeleiweg in der Nähe der Bahnstrecke Hamburg–Bremen.

## Lokomotiven
Auf der Bahnstrecke wurden Pferde und vermutlich folgende Lokomotiven eingesetzt:
- Krauss, Werks-Nr. 3364/1896, Typ XIV dd, Bn2t, 600 mm, neu geliefert an G. T. Körner, Hamburg (vermutlich für Jesteburg)
- O&K, Werks-Nr. 368/1899, Typ 20 PS, Bt, 600 mm, neu geliefert an Körner, Harburg (vermutlich für Jesteburg)
- Deutz, Werks-Nr. 1650/1914, Typ C XIV F, B, 600 mm, 17. November 1914 geliefert an Jesteburger Tonwerke, H. Körner, Jesteburg, am 27. März 1915 für die Heeresfeldbahn beschlagnahmt
- Krupp, B-dm, 600 mm, in den 1930er Jahren neu geliefert an die Jesteburger Tonwerke, um 1940 verkauft
- Jung, Werks-Nr. 11350/1950, Typ EL 110, B-dm, 600 mm, neu geliefert an Jesterburger Tonwerk KG, vormals Heinrich Körner, Jesterburg/Kr. Harburg, später im Kalksandsteinwerk Molbath, Peek & Dankelmeier KG, Molbath bei Uelzen eingesetzt